# 黃側眶鋸雀鯛
黃側眶鋸雀鯛（學名：Stegastes flavilatus），又稱黃側高身雀鯛，為輻鰭魚綱雀鯛科眶鋸雀鯛屬下的一個種，分布於東太平洋墨西哥下加利福尼亞半島至厄瓜多聖埃琳娜灣海域，深度1至10公尺，本魚體呈橢圓形而側扁，吻短而鈍圓。口中型，具頜齒，小而呈圓錐狀，眶下骨裸出，下緣具鋸齒，前鰓蓋骨後緣具鋸齒，下鰓蓋骨後緣無鋸齒，體被櫛鱗，幼魚體背部、背鰭藍色，其餘部位橙色，身體散部亮藍色圓點，背鰭軟條基部有一黑色眼斑；成魚體深灰褐色，鱗片邊緣黑色，腹鰭、尾鰭、臀鰭及背鰭軟條黃色，背鰭硬棘12枚、背鰭軟條14-15枚、臀鰭硬棘2枚、臀鰭軟條12枚，體長可達10公分，棲息在近海岩礁區，屬雜食性，以藻類及小型甲殼類為食，具有領域性，繁殖期時成對出現，雄魚會守護卵直到孵化，生活習性不明。